# Panamarenko

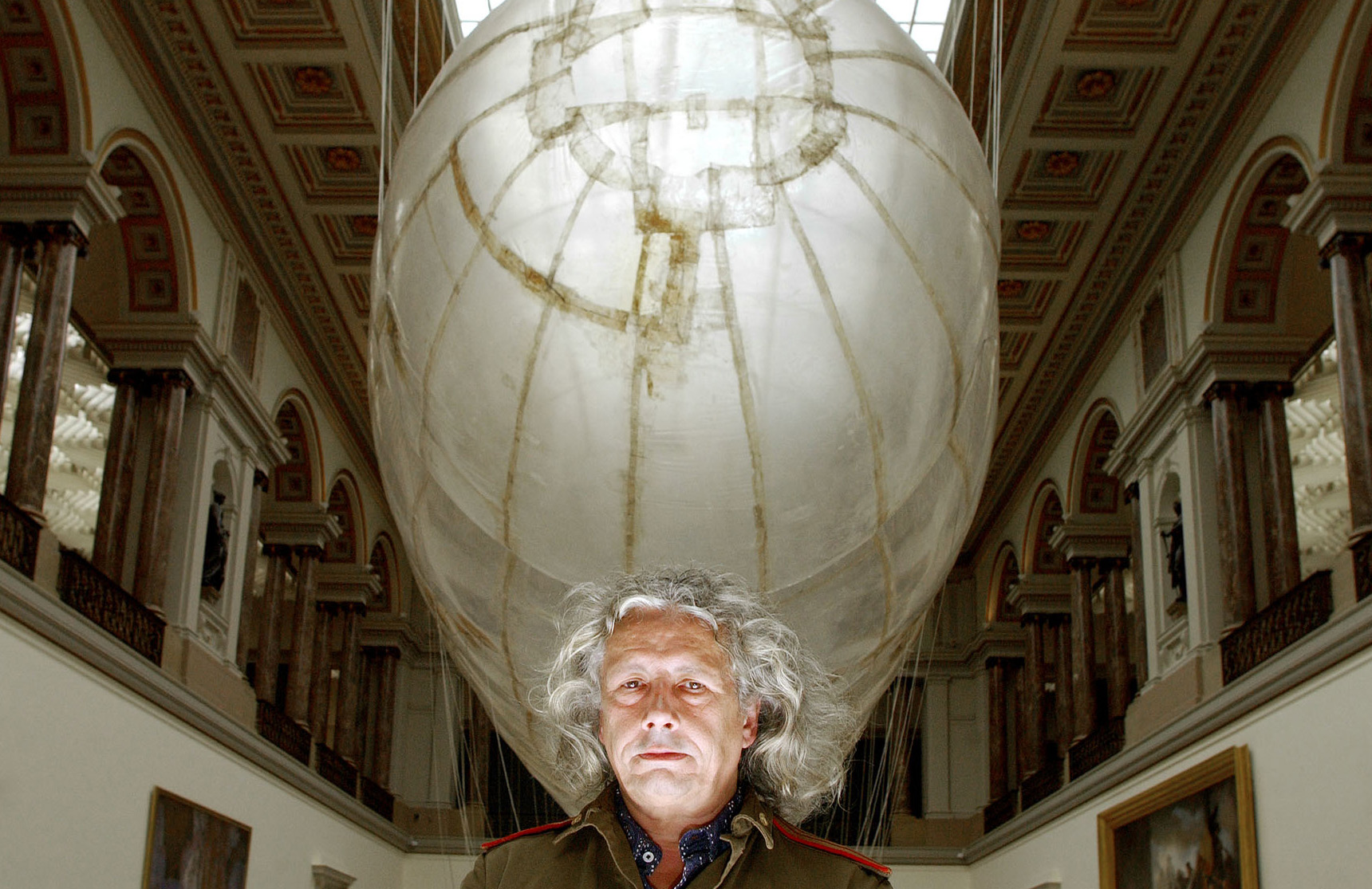
Panamarenko vor seinem Aeromodeller, 1969–1971, September 2005

Panamarenko (* 5. Februar 1940 in Antwerpen; † 14. Dezember 2019; eigentlich Henri Van Herwegen) war ein belgischer Künstler, Ingenieur und Poet. Als Physiker, Erfinder und Visionär zugleich vertrat Panamarenko in der zeitgenössischen Kunst eine nur schwer einzuordnende Position. Seine „poetischen Konstruktionen“, meist von Luftfahrzeugen, waren Installationen von oft monumentalen Ausmaßen und sowohl künstlerische als auch technische Experimente.
Es war die erklärte Absicht des Künstlers, voll funktionstüchtige Maschinen herzustellen, jedoch hat sich bisher keines seiner Flugzeuge in die Luft erhoben.

## Leben und Werk
Panamarenko besuchte die Königliche Akademie der Schönen Künste in Antwerpen, die er 1962 verließ.
Seine Verwendung eines Pseudonyms – im öffentlichen Leben sein einziger Name – geht auf diese Zeit zurück (er wurde aus den Namen des Staates Panama, der Fluggesellschaft Pan Am und des sowjetischen Politikers und Diplomaten Ponomarenko gebildet). Er arbeitete zunächst als Performancekünstler und veranstaltete Happenings auf den Straßen von Antwerpen. Durch diese frühen Aktivitäten erlangte er rasch ein lokales Renommee als Künstler und schloss Bekanntschaft mit etablierteren älteren Künstlern wie Joseph Beuys und Marcel Broodthaers.
1968 präsentierte Panamarenko, auf Einladung von Joseph Beuys, sein Flugzeug in der Düsseldorfer Kunstakademie. Im folgenden Jahr waren seine Werke in zahlreichen Galerien in der Bundesrepublik und den USA zu sehen. 1972 lud ihn Harald Szeemann mit dem Aeromodeller zur documenta 5 in Kassel (in die Abteilung Individuelle Mythologien: Prozesse) ein und machte ihn damit endgültig einem internationalen Publikum bekannt. Seine Werke wurden 1972 und 1973 in einer Ausstellungsreihe in Luzern, Düsseldorf und Stuttgart präsentiert und 1978 in der Neuen Nationalgalerie Berlin ausgestellt. 1977 war er erneut Teilnehmer einer documenta, der documenta 6. 1981 war der Aeromodeller im Centre Pompidou in Paris zu sehen. Einer ersten Retrospektive 1982 in München folgte eine zweite 1998 in der Fondation Cartier in Paris. 1992 stellte er auf der documenta IX in Kassel mit aus.
2005 wurde in Brüssel wiederum eine Retrospektive seiner Arbeiten gezeigt. Im Oktober 2005 erklärte der Künstler anlässlich seines 65. Geburtstages seinen Abschied von der Kunst.

## Namenspatron
Am 5. Januar 2015 wurde der Asteroid (12702) Panamarenko nach ihm benannt. Entdeckt wurde der Asteroid am 22. September 1990 von dem belgischen Astronomen Eric Walter Elst.

## Ausgewählte Werke
- 1967: Das Flugzeug
- 1968: General Spinaxis
- 1969–1971: The Aeromodeller
- 1977: Umbilly II
- 1995: Bernoulli
- 1997: Bing of the Ferro Lusto
- 1996: Panama, Spitsbergen, Nova Zemblaya
- 1990–1991: Die Roboter-Hühner Archaeopteryx